# Hans-Ulrich Schlumpf
Hans-Ulrich Schlumpf (* 7. Dezember 1939 in Zürich) ist ein Schweizer Filmregisseur.

## Leben
Hans-Ulrich Schlumpf wurde in Zürich-Seefeld geboren. Nach der Matur arbeitete er ein Jahr als Fotograf in Paris. 1963–1969 studierte er Kunstgeschichte (Dissertation: Ein Gestirn über der Stadt – Ein Motiv im Werk von Paul Klee). Nachher Geschäftsführer, Mitarbeit am Schweizerischen Filmzentrum und Redaktion des Schweizerischen Filmkatalogs. Seit 1977 Mitglied bei Nemo Film.
Sein Film Kongress der Pinguine war in der NZZ als eine der «herausragenden Produktionen in der Geschichte des Schweizer Filmschaffens» bezeichnet worden. Er habe weder einen didaktischen noch einen moralisierenden Film über Umweltprobleme machen wollen.
Schlumpfs Vorlass wird im Forschungs- und Archivierungszentrum der Cinémathèque suisse in Zürich aufbewahrt.

## Werk

### Filmografie (Auszüge)
1966: Fortschritt – Nach uns die Wüste (Kurzfilm)
1974: Armand Schulthess – J'ai le téléphone (Regie)
1978: Kleine Freiheit (Regie)
1979: Guber – Arbeit im Stein (Regie)
1983: TransAtlantique (Regie, Buch)
1987: Umbruch (Regie)
1989: Kap der digitalen Hoffnung (Regie)
1991: Bruno Weber (Regie)
1991: Gesichter der Schweiz, Episode: Bruno Weber
1993: Der Kongress der Pinguine (Regie, Buch)
2005: Ultima Thule – Eine Reise an den Rand der Welt